# Orthoperus aeneocollis
Orthoperus aeneocollis is een keversoort uit de familie molmkogeltjes (Corylophidae). De wetenschappelijke naam van de soort werd in 1927 gepubliceerd door Willis Stanley Blatchley.